# Ialibua
Ialibua is een geslacht van wantsen uit de familie van de Miridae (Blindwantsen). Het geslacht werd voor het eerst wetenschappelijk beschreven door José Cândido de Melo Carvalho in 1986.

## Soorten
Het genus bevat de volgende soorten:

- Ialibua brandti Carvalho, 1986
- Ialibua gressitti Carvalho, 1986
- Ialibua maai Carvalho, 1986
- Ialibua nigriclava Carvalho, 1986
- Ialibua rubrovenosa Carvalho, 1986
- Ialibua sedlaceki Carvalho, 1986
- Ialibua unicolor Carvalho, 1986
- Ialibua viridicollis Carvalho, 1986